# Здравко Димитров (футболист)
Вижте пояснителната страница за други личности с името Здравко Димитров.
Здравко Димитров (роден на 24 август 1998 г.) е български футболист, който играе като ляво крило за Левски (София) и на Националният отбор на България.
През 2017 г. преминава под наем в Ботев (Враца), но така и не записва нито един мач. Същата година преминава под наем в Локомотив (София) където записва 23 мача и 1 гол.